# 墨西拿期蒸發岩
墨西拿期蒸發岩（英語：Messinan Evaporites）
是在西西里島首被發現並以墨西拿市命名的蒸發岩。 它是上中新世在墨西拿鹽度危機期間形成的沉積物。
在環地中海地區于上中新世沉積了大量的蒸發岩已廣為人知。除了陸地上露頭包括在西班牙、意大利、克里特島、土耳其、塞浦路斯、以色列、北非和其他地方外
，在地中海海底，根據地震資料亦有類似鹽丘構造。Jacques Bourcart 于1958年第一個在Ligurian 深海平原發現一個小丘，類似蒸發岩的底闢構造。此後在地中海其他深海地區亦陸續發現同樣的地震構造顯示。早在1918年，Gentil對晚期的地中海的蒸發岩提出“鹽度危機”學説， 后此學説亦被多位學者認同。甚至還有學者提出了地中海與大西洋的隔離是造成鹽度危機的原因。但連想到在地中海的，陸上蒸發岩露頭與海底地震資料所顯示的底闢構造是屬同一地質事件， 亦即廣泛的蒸發岩地層覆蓋整個地中海盆地，是從深海鑽探開始.